# Lobsang Rampa

Lobsang Rampa, sinh ra như là Cyril Hoskin (1910 - 1981)

Tuesday Lobsang Rampa tự nhận mình là linh hồn của một vị lama người Tây Tạng đã mượn tạm xác của một người Anh tên là Cyril Hoskin (8 tháng 4 1910 - 25 tháng 1 1981). Cái tên Tuesday (thứ Ba) liên quan đến lời ông kể rằng các quý tộc người Tây Tạng được đặt tên theo ngày mà họ sinh ra.
Vào tháng 11 năm 1956 một cuốn sách với tựa đề The Third Eye (Con mắt thứ ba) được xuất bản ở Anh. Cuốn sách được viết bởi một người ký tên là Lobsang Rampa và kể lại những kinh nghiệm của ông khi lớn lên trong một tu viện ở Tây Tạng từ năm lên bảy tuổi. Tựa đề cuốn sách liên quan đến một cuộc phẫu thuật trên trán để mở ra con mắt thứ ba để làm tăng cường khả năng nhìn aura của ông.

## Các sách viết bởi Lobsang Rampa
- Tây Tạng huyền bí (The Third Eye) (1956)
- My Visit to Venus (Chuyến đi thăm Sao Kim) (1957, xem chú thích bên dưới)
- Doctor from Lhasa (Bác sĩ từ Lhasa) (1959)
- The Rampa Story (Câu chuyện của Rampa) (1960)
- Cave of the Ancients (Hang đá của người cổ đại) (1963)
- Living with the Lama (Sống với vị Lama) (1964)
- You Forever (Bạn là mãi mãi) (1965)
- Wisdom of the Ancients (Trí tuệ người xưa) (1965)
- The Saffron Robe (Chiếc áo cà sa) (1966)
- Chapters of Life (Các chương của cuộc đời) (1967)
- Beyond the Tenth (Vượt trên chiều thứ mười) (1969)
- Feeding the Flame (Nuôi dưỡng ngọn lửa) (1971)
- The Hermit (Ẩn sỹ) (1971)
- The Thirdteenth Candle (Ngọn nến thứ mười ba) (1972)
- Candlelight (Ánh sáng ngọn nến) (1973)
- Twilight (Hoàng hôn) (1975)
- As it was (Như là đã xảy ra) (1976)
- I Believe (Tôi tin) (1976)
- Three lives (Ba đời sống) (1977)
- Tibetan Sage (Nhà thông thái người Tây Tạng) (1980)

My Visit to Venus dựa trên các bản thảo mà Lobsang Rampa đã không đồng ý xuất bản và được xuất bản vài năm sau khi được viết.